# Livre de Dede Korkut
Pour les articles homonymes, voir Dede.
Le Livre de Dede Korkut (ou « Livre du grand-père Korkut » ; azéri : Kitabi Dədə Qorqud, کیتابی دده قورقود ; turc : Dede Korkut Kitabı ; turkmène : Gorkut-ata) est une des plus fameuses fables épiques des Turkmènes ou des turcs oghouzes. En 2000, Kitab-i Dede Qorqud a reçu à l'occasion de son 1300e anniversaire le prix littéraire de l'année par l'UNESCO.
L'héritage de Dede Qorqud/Korkyt Ata/Dede Korkut : la culture, les légendes populaires et la musique liées à cette épopée est inscrit sur la liste représentative du patrimoine culturel immatériel de l'humanité le 29 novembre 2018.

## Origine de l'épopée

### Datation
L'œuvre est à l'origine une série d'épopées racontées oralement et transférées au fil des générations avant d'être publiées sous forme de livre. Il existe de nombreuses versions rassemblées des histoires. On pense que les premières versions étaient en vers naturel, car le turc est une langue agglutinante, mais qu'elles se sont progressivement transformées en combinaisons de vers et de prose à mesure que les éléments islamiques ont affecté le récit au fil du temps[réf. nécessaire].

### Origine géographique
Dede Korkut est un dastan héroïque (légende), également appelé Oghouznameh parmi le peuple turc-Oghouz, qui commence en Asie centrale, se poursuit en Anatolie et concentre l'essentiel de son action dans le Caucase azerbaïdjanais.  Selon Barthold, "il n'est pas possible de supposer que ce dastan aurait pu être écrit ailleurs que dans le Caucase".

## Résumé
Les douze histoires qui constituent l'essentiel de l'œuvre ont été écrites après la conversion des Turcs à l'islam, et les héros sont souvent décrits comme de bons musulmans, tandis que les méchants sont qualifiés d'infidèles. Le personnage de Dede Korkut, c’est-à-dire "Grand-père Korkut", est un devin et un barde de renommée qui sert à relier les histoires, et le treizième chapitre du livre rassemble les paroles qui lui sont attribuées.
1. Boghach Khan, fils de Dirse Khan. La naissance miraculeuse de Boghach Khan. Il grandit et devient un puissant guerrier. Il devient prince. Son père, Dirse Khan, est dupé par ses propres guerriers au point de tenter de tuer son propre fils ; Bohach Khan est sauvé par sa mère (qui n'a pas de nom) et prête secours à son père contre les guerriers sournois. Korkut arrive à la célébration et crée l'histoire.
2. Comment la maison de Salur Kazan fut pillée. Le roi géorgien Shökli présenté comme un infidèle (non musulman), pille le campement de Salur Kazan alors que ce dernier est parti chasser avec ses nobles. Salur Kazan s'allie avec le berger héroïque Karajuk pour pourchasser Shökli. Dame Burla, l'épouse de Kazan, et leur fils Uruz, faits prisonniers par Shökli, font preuve d'intelligence et d'héroïsme. Les hommes de Kazan arrivent pour l'aider à vaincre Shökli.
3. Basi Beyrek au Cheval gris. Le jeune fils du Prince Bay Büre prouve sa valeur et gagne le nom de Bamsi Beyrek. Il gagne la main de Dame Chichek en dépit de l'opposition de son frère Karchar le Fou. Il est enlevé par les hommes du roi Shakli et retenu prisonnier pendant 16 ans. Lorsqu'il apprend que Lady Chik a été enlevée, il s'évade et la reconquiert. Korkut apparaît en tant que personnage dans l'histoire, attribue à Beyrek son nom et l'aide à surpasser en intelligence Karchar le Fou.
4. Comment le prince Uruz, fils du prince Kazan, fut fait prisonnier. Salur Kazan se rend compte que son fils Uruz a seize ans mais n'a jamais été au combat. Kazan et Uruz sont attaqués par les infidèles pendant qu'ils chassent. Uruz entre dans la mêlée et est fait prisonnier. Réaction de Dame Burla quand elle apprend que son fils est en danger. Kazan poursuit les infidèles. Uruz le supplie de s'enfuir. Dame Burla et les hommes de Kazan arrivent et aident Kazan à sauver Uruz. Cette histoire mentionne trois rois infidèles: Shakli, Kara Tüken et Bughachuk, qui est décapité.
5. Dumrul le Déchaîné, fils de Dukha Koja. Dumrul le Déchaîné offense Allah en lançant un défi à Azraël. Dumrul comprend son erreur et a la possibilité de regagner la faveur d'Allah à la condition que quelqu'un accepte de mourir à sa place. Les parents de Dumrul refusent de mourir en place, mais sa femme accepte. Dumrul demande à Allah d'épargner sa femme et Allah leur accorde 140 ans. Korkut ordonne que cette histoire soit préservée et transmise par les bardes.
6. Kan Turali, fils de Kanli Koja. Kan Turali gagne le cœur et la main de la princesse infidèle Saljan de Trébizonde en battant un taureau, un lion et un chameau à mains nues. Le père de la princesse accepte de la lui donner en mariage, puis change d'avis et envoie 600 guerriers pour le tuer. La princesse aide Kan Turali à vaincre les hommes de son père. Korkut apparaît dans le récit en tant que conteur durant le mariage.
7. Yigenek, fils de Kazilik Koja. Kazilik Koja est capturé par le roi infidèle Direk d'Arshuvan alors qu'il essayait de piller le château de Dozmard sur la mer Noire. Il est retenu en captivité pendant 16 ans. Son fils Yigenek grandit sans savoir que son père est prisonnier. Yigenek découvre que son père est vivant et demande à Bayindir Khan la permission d'aller le délivrer. Yigenek vainc le roi Direk après que les autres hommes de Bayindir ont échoué. Korkut apparaît pendant les festivités à la fin.
8. Comment Basat tua Tepegöz. Basat est élevé par une lionne. Tepegoz naît d'un père humain et d'une mère péri. Les deux garçons sont élevés comme deux frères. Tepegöz terrorise les Oghuz en exigeant qu'ils lui fournissent continuellement des jeunes hommes et des moutons afin qu'il les dévore. Les mères oghuz convainquent Basat de combattre Tegegöz. Basat triomphe de Tepegöz au cours d'un combat qui emprunte beaucoup à l'épisode du cyclope Polyphème dans l’Odyssée.  Korkut joue un rôle dans cette histoire en tant que médiateur entre Tepegöz et les Oghuz.
9. Emren, fils de Begil. Begil devient le gariden de la Géorgie pour le compte de Bayindir Khan, mais il est tenté de se rebeller après un différend avec le Khan au cours duquel il se sent lésé. Un jour, au cours d'une partie de chasse, il fait une chute de cheval et se casse la jambe. Shökli apprend qu'il est blessé et tente de l'attaquer. Emren, le fils de Begil, prend son armure et mène au combat les hommes de Begil pour le défendre. Emren prie Dieu de lui donner de la force, Dieu l'excauce. Emren amène Shökli à se convertir à l'islam. Begil et Bayindir Khan se réconcilient.
10. Segrek, fils d'Ushun Koja. Le fils aîné d'Ushun Koja, Egrek, est capturé par le Roi Noir près de Djoulfa et est jeté dans le cachot de la tour Alinja. Le fils cadet d'Usuon Koja, Segrek, grandit sans savoir que son frère est prisonnier, jusqu'au jour où des garçons se moquent de lui. Ushun Koja et son épouse tentent de distraire Segrek de son projet d'aller tenter de délivrer Egrek, et, pour cela, ils le marient. Mais Segrek refuse de coucher avec son épouse jusqu'à ce qu'il ait découvert ce qu'il est advenu de son frère.  Segrek se rend au château du Roi Noir, parvient à y entrer sans dire son vrai nom, et repousse plusieurs attaques des hommes du roi noir, mais il finit par succomber au sommeil. Le Roi Noir promet à Egrek de le libérer s'il prend soin de cet agresseur mystérieux assaillant. Finalement, Egrek et Segrek se reconnaissent, triomphent ensemble des hommes du Roi Noir et rentrent chez eux.
11. Comment Salur Kazan fut fait prisonnier et comment son fils Uruz le libéra. Salur Kazan est emprisonné au château de Tomanin à Trébizonde. Il se moquedes infidèles et refusé de faire leur éloge. Son fils Uruz grandit sans connaître son père. Uruz finit par découvrir que son père est emprisonné. Uruz mène une armée de nobles au secours de Salur Kazan. Ils attaquent l'église Sainte-Sophie de Trébizonde. Salur est envoyé pour protéger le château contre les assaillants mais apprend qui ils sont et les épargne. Retrouvailles entre Salur Kazan et son fils Uruz. Ils attaquent les infidèles et rentrent chez eux[4].
12. Comment les Oghuz éloignés se rebellèrent contre les Oghuz proches et comment mourut Beyrek. Les Oghuz éloignés se rebellent contre Kazan Khan car ils se sentent dédaignés au profit des Oghuz proches. Uruz, l'oncle de Kazan, prend la tête de la rébellion et tente d'amener Beyrek à le rejoindre. Beyrek refuse et l'oncle le tue. Beyrek est ramené chez lui et apparaît à Kazan en lui demandant de le venger. Kazan et son armée mettent en déroute Uruz et les rebelles. Les rebelles survivants se rendent et se réconcilient avec Kazan.
13. La Sagesse de Dede Korkut. Recueil de sages paroles et de maximes de Dede Korkut.

## Tradition manuscrite
Depuis le début du XVIIIe siècle, le livre de Dede Korkut a été traduit en français, anglais, russe et hongrois. Cependant, ce n’est que lorsque H. F. Von Diez (d), qui publia une traduction partielle en allemand de Dede Korkut en 1815, s’inspira d’un manuscrit découvert à la Bibliothèque royale de Dresde, que Dede Korkut est devenu largement connu en Occident. Le seul autre manuscrit de Dede Korkut a été découvert en 1950 par Ettore Rossi dans la bibliothèque du Vatican. Jusqu'à ce que Dede Korkut soit transcrit sur papier, les événements qui y sont décrits ont survécu dans la tradition orale, au moins des IXe et Xe siècles. Le chapitre "Bamsi Beyrek" de Dede Korkut conserve presque textuellement l'immensément populaire dastan Alpamych d'Asie centrale, datant d'une époque encore plus ancienne. Les histoires étaient écrites en prose, mais parsemées de passages poétiques. Des recherches récentes menées par des spécialistes turcs et turkmènes ont révélé que la variante turkmène du livre de Dede Korkut contient seize histoires, qui ont été transcrites et publiées en 1998.

## Analyse
"Dans les dastans, Dede Korkut apparaît sous le nom de aksakkal [littéralement "la barbe blanche", le dieu respecté], le conseiller ou le sage, résolvant les difficultés rencontrées par les membres des tribus. Parmi la population, les aksakals respectés sont sages et savent comment résoudre les problèmes ; parmi les achiks [récitants de dastans], ils sont généralement appelés dede [grand-père]. Dans le passé, ce terme était désigné comme ancien de la tribu et utilisé dans les familles ; dans de nombreuses localités d'Azerbaïdjan, il remplace ata [ancêtre ou père]. L'historien Rachid al Din Hamadani (décédé en 1318) affirme que Dédé Korkout était une personne réelle et a vécu 295 ans ; qu'il est apparu à l'époque du souverain Oghuz Inal Syr Yavkuy Khan, par qui il avait été envoyé comme ambassadeur auprès du Prophète; qu'il est devenu musulman; qu'il donnait des conseils au Grand Khan des Oghouz, assistait à l'élection du Grand Khan et donnait des noms à des enfants.

## Influence culturelle
Pour les peuples turcophones, en particulier ceux qui s'identifient comme Oghouz, il s'agit du principal dépositaire de l'identité ethnique, de l'histoire, des coutumes et des systèmes de valeurs des peuples turcophones à travers l'histoire. Il commémore les luttes pour la liberté à une époque où les Turcs Oghouz étaient un peuple rassembleur, bien qu'il "soit clair que les récits ont été mis dans leur forme actuelle à une époque où les Turcs d'Oghouz ne se considéraient plus comme des Oghuz".  À partir du milieu du Xe siècle, le terme « Oghuz » a été progressivement remplacé chez les Turcs eux-mêmes par « Turcoman » (Turkmène) ; ce processus a été achevé au début du XIIIe siècle. Les Turcomans étaient ces Turcs, principalement mais non exclusivement Oghouz, qui avaient adopté l'Islam et commencé à mener une vie plus sédentaire que leurs ancêtres. Au XIVe siècle, une fédération d'Oghuz, ou, comme ils s'appelaient à cette époque, de tribus turcomanes, qui s'appelaient eux-mêmes Ak koyunlu, fonda une dynastie qui dirigea l'est de la Turquie, l'Azerbaïdjan, l'Irak et l'ouest de l'Iran.